# سن-مالو
شهر سَن-مالو (به فرانسوی: Saint-Malo) در شهرستان ایل-ا-ویلن در ناحیه برتانی با جمعیت ۷۳٬۴۰۵ نفر در کشور فرانسه واقع شده‌است

## نگارخانه

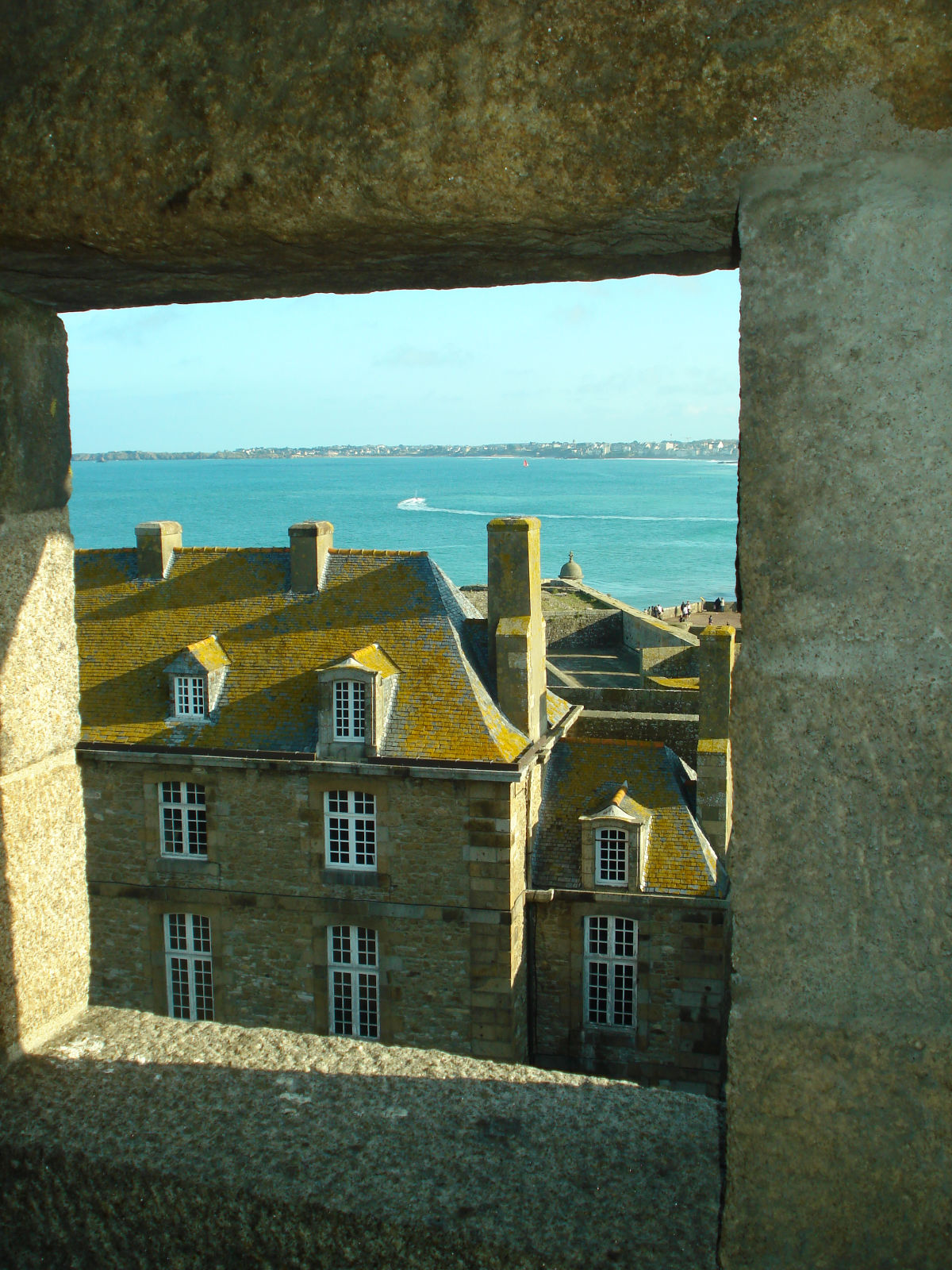
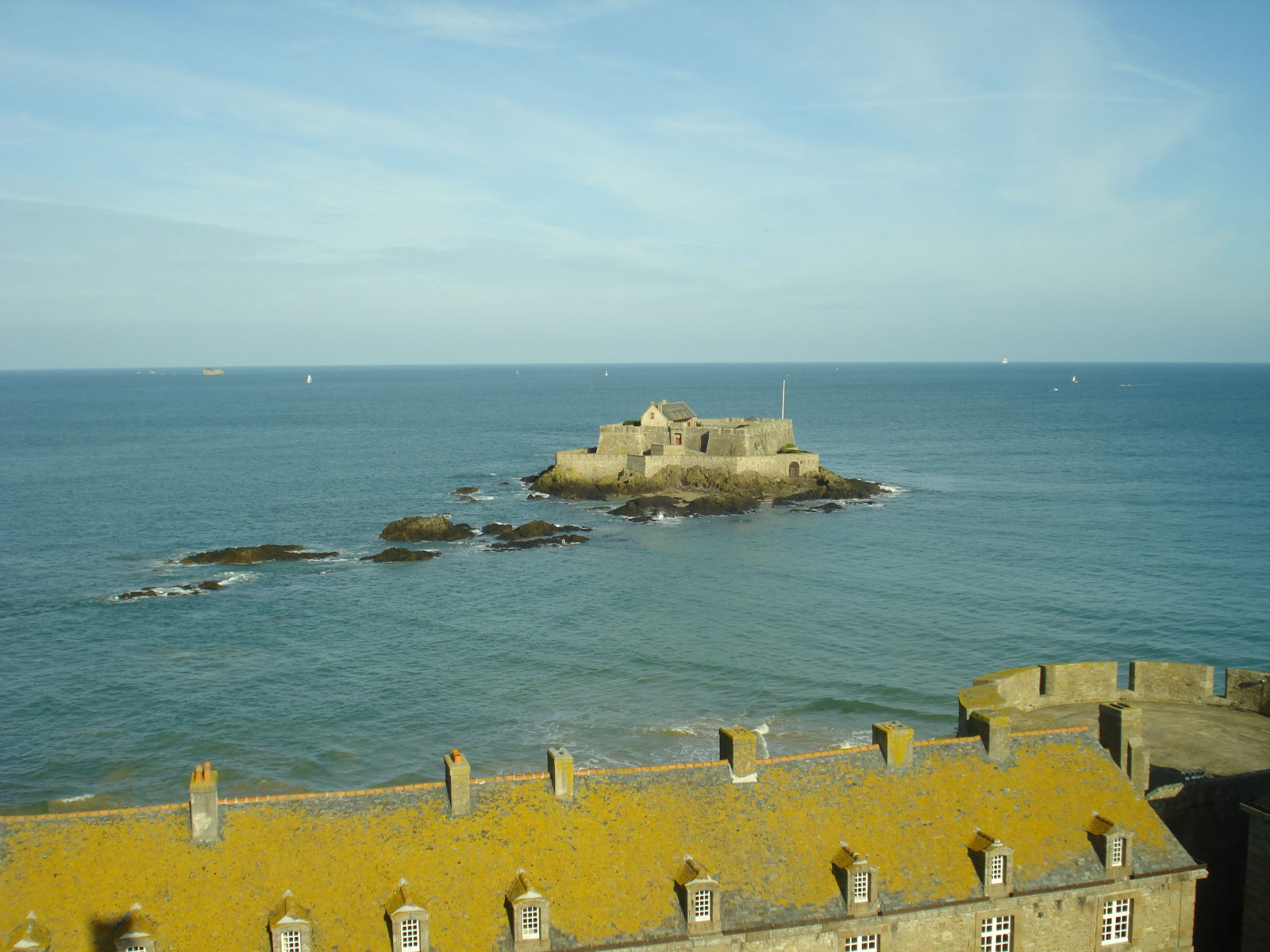
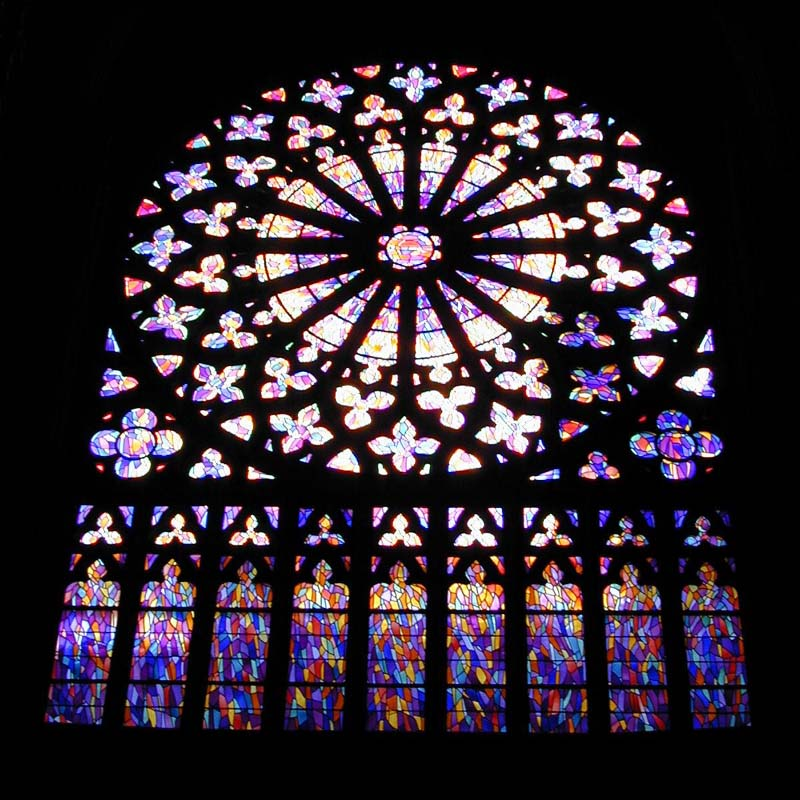
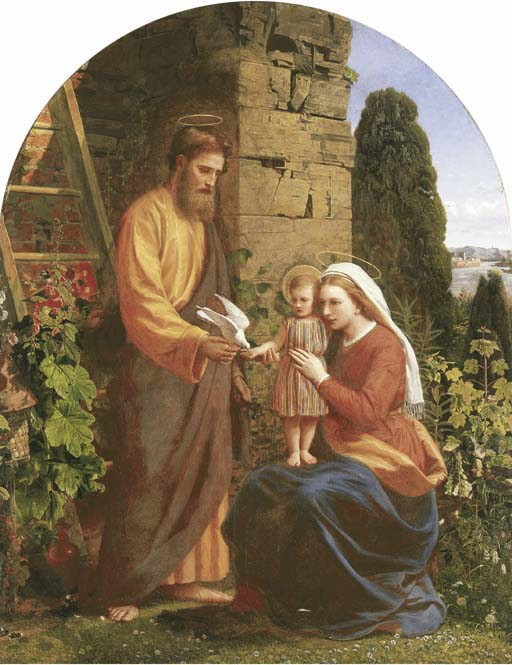